# Andreas Siljeström
Andreas Siljeström (Stockholm, 21 juli 1981) is een tennisspeler uit Zweden. Hij is voornamelijk actief in het herendubbeltennis.
Siljeström speelde voor zijn profcarrière college-tennis in de Verenigde Staten. Zijn beste prestatie is het bereiken van de dubbelspelfinale van het SkiStar Swedish Open samen met Eduardo Schwank. De finale ging met 3-6, 3–6 verloren tegen het duo Robert Lindstedt/Horia Tecău.

## Palmares
| Legenda                       | Legenda               |
| ----------------------------- | --------------------- |
| Grand Slam                    |                       |
| Olympische Spelen             |                       |
| tot 2009                      | vanaf 2009            |
| Tennis Masters Cup            | ATP Finals            |
| ATP Masters Series            | ATP Tour Masters 1000 |
| ATP International Series Gold | ATP Tour 500          |
| ATP International Series      | ATP Tour 250          |

### Dubbelspel
| Nr.                           | Datum            | Toernooi        | Ondergrond    | Partner         | Tegenstanders in finale                  | Score                | Details |
| ----------------------------- | ---------------- | --------------- | ------------- | --------------- | ---------------------------------------- | -------------------- | ------- |
| Verloren finales heren dubbel |                  |                 |               |                 |                                          |                      |         |
| 1.                            | 17 juli 2011     | ATP Båstad      | Gravel        | Simon Aspelin   | Robert Lindstedt Horia Tecău             | 3–6, 3–6             | Details |
| 2.                            | 6 mei 2012       | ATP Belgrado    | Gravel        | Martin Emmrich  | Jonathan Erlich Andy Ram                 | 6-4, 2-6, [6-10]     | Details |
| Gewonnen finales challengers  |                  |                 |               |                 |                                          |                      |         |
| 1.                            | 8 november 2009  | Charlottesville | Hardcourt (i) | Martin Emmrich  | Dominic Inglot Rylan Rizza               | 6-4, 3-6, [11-9]     |         |
| 2.                            | 15 november 2009 | Knoxville       | Hardcourt (i) | Martin Emmrich  | Raven Klaasen Izak Van der Merwe         | 7-5, 6-4             |         |
| 3.                            | 3 april 2011     | Saint-Brieuc    | Gravel (i)    | Tomasz Bednarek | Gregoire Burquier Romain Jouan           | 6-4, 6-7(4), [14-12] |         |
| 4.                            | 3 juli 2011      | Braunschweig    | Gravel        | Martin Emmrich  | Olivier Charroin Stéphane Robert         | 0-6, 6-4, [10-7]     |         |
| 5.                            | 16 oktober 2011  | Rennes          | Hardcourt (i) | Martin Emmrich  | Kenny De Schepper Edouard Roger-Vasselin | 6-4, 6-4             |         |
| 6.                            | 27 november 2011 | Helsinki        | Hardcourt (i) | Martin Emmrich  | James Cerretani Michal Mertiňák          | 6-4, 6-4             |         |
| 7.                            | 7 april 2012     | Tallahassee     | Hardcourt     | Martin Emmrich  | Artem Sitak Blake Strode                 | 6-2, 7-6 (4)         |         |
| 8.                            | 25 november 2012 | Tjoemen         | Hardcourt (i) | Ivo Klec        | Konstantin Kravtsjoek Denys Molchanov    | 6-3, 6-2             |         |
| 9.                            | 7 april 2013     | Saint-Brieuc    | Hardcourt (i) | Tomasz Bednarek | Jesse Huta Galung Konstantin Kravtsjoek  | 6-3, 4-6, [10-7]     |         |
| 10.                           | 10 november 2013 | Bratislava      | Hardcourt (i) | Henri Kontinen  | Gero Kretschmer Jan-Lennard Struff       | 7-6(6), 6-2          |         |
| 11.                           | 24 november 2013 | Andria          | Hardcourt (i) | Philipp Oswald  | Alessandro Motti Goran Tosic             | 6-2, 6-3             |         |
| 12.                           | 6 juli 2013      | Braunschweig    | Gravel        | Igor Zelenay    | Rameez Junaid Michal Mertiňák            | 7-5, 6-4             |         |
| 13.                           | 15 februari 2015 | Bergamo         | Hardcourt (i) | Martin Emmrich  | Mateusz Kowalczyk Blazej Koniusz         | 6-4, 7-5             |         |
| 14.                           | 9 januari 2016   | Bangkok         | Hardcourt     | Johan Brunström | Gero Kretschmer Alexander Satschko       | 6-3, 6-4             |         |
| 15.                           | 3 april 2016     | Saint-Brieuc    | Hardcourt (i) | Rameez Junaid   | James Cerretani Antal Van der Duim       | 5-7, 7-6(4), [10-8]  |         |
| 16.                           | 17 april 2016    | Barletta        | Gravel        | Johan Brunström | Flavio Cipolla Rogério Dutra Silva       | 0-6, 6-4, [10-8]     |         |
| 17.                           | 15 mei 2016      | Bordeaux        | Gravel        | Johan Brunström | Guillermo Durán Maximo Gonzalez          | 6-1, 3-6, [10-4]     |         |

## Prestatietabel grand slam, dubbelspel
| Legenda | Legenda                          |
| ------- | -------------------------------- |
| g.t.    | geen toernooi gehouden           |
| l.c.    | lagere categorie                 |
| –       | niet deelgenomen                 |
| G       | uitgeschakeld in de groepsfase   |
| 1R      | uitgeschakeld in de eerste ronde |
| 2R      | uitgeschakeld in de tweede ronde |
| 3R      | uitgeschakeld in de derde ronde  |
| 4R      | uitgeschakeld in de vierde ronde |
| KF      | uitgeschakeld in de kwartfinale  |
| HF      | uitgeschakeld in de halve finale |
| F       | de finale verloren               |
| W       | het toernooi gewonnen            |
| w-v     | winst/verlies-balans             |

| Toernooi        | 2011 | 2012 | 2013 | 2014 |
| --------------- | ---- | ---- | ---- | ---- |
| Australian Open | –    | 1R   | –    | –    |
| Roland Garros   | –    | 1R   | –    | –    |
| Wimbledon       | –    | –    | 1R   | 1R   |
| US Open         | 2R   | –    | –    | –    |